# 열망 (드라마)
《열망》은 KBS 2TV에서 1985년 1월 5일부터 1985년 9월 29일까지 방영되었던 드라마인데 삼천리 산업의 두 창업주 이장균과 유성연의 일관된 정열과 노력을 통해 우리의 참 모습을 조감하여 보고, 인간제일, 상품제일 등 제일주의를 신조로 숨가쁘게 달려온 생애를 통해 오늘을 사는 우리에게 삶의 좌표를 제시한다.

## 제작진
- 극본 : 이재우
- 연출 : 황은진

## 출연진
- 이순재 : 유성연 역
- 이춘식 : 장균의 할아버지 역
- 지계순 : 장균의 할머니 역
- 임동진 : 이장균 역
- 정영숙
- 하미혜
- 안영주 : 장균의 어머니 역
- 최선자 : 성연의 어머니 역
- 서상익  : 장균의 아버지 역
- 황민: 성연의 아버지 역
- 김명곤 : 청년 유성연 역
- 박성미
- 박길라
- 최주봉
- 전원주
- 김을동
- 전병옥
- 기정수 : 사감 역
- 강계식
- 이민우 : 어린 이장균 역
- 최호창 : 어린 유성연 역

## 특이 사항
- 기업가 이장균과 유성연의 일대기를 모티프로 한 작품이다.
- 해당 프로그램은 다시보기 서비스를 통해 유튜브에서 시청하실 수 있거나, 삼천리그룹 기증으로 제작된 원본 테이프는 전반적으로 화질이 저하되어 있으며, 음성의 균일성 또한 확보되어 있지 않다.